# Cilus gilberti
Cá đù vàng Corvina (Danh pháp khoa học: Cilus gilberti) là một loài cá trong họ Sciaenidae (cá đù) phân bố ở vùng biển nhiệt đới Thái Bình Dương từ vùng Trung Mỹ cho đến Nam Mỹ. Đây là một loài cá có giá trị kinh tế, chúng còn được dùng làm nguyên liệu cho món ceviche. Mỗi con có thể dài khoảng một mét và nặng tới 12 kg.

## Tiếng kêu
Cá đù vàng Corvina ở Mexico phát ra tiếng kêu khi ghép đôi ầm ỹ tới mức có thể làm điếc tai những động vật biển khác. Âm thanh mời gọi ghép đôi sánh ngang tiếng súng máy của cá đù vàng có thể làm cá heo, sư tử biển và hải cẩu điếc vĩnh viễn. Một con cá đù vàng vùng Vịnh trong mùa sinh sản có tiếng kêu mời gọi bạn tình được ví như tiếng súng máy cực lớn với nhiều nhịp âm dồn dập. Tần số âm thanh do cá đù vàng tạo ra rơi vào khoảng có thể ảnh hưởng xấu đến thính giác của hải cẩu, sư tử biển và cá heo, thậm chí khiến chúng bị điếc. Do đó, việc bắt gặp sư tử biển và cá heo kiếm ăn gần đàn cá đù vàng thường gây bất ngờ. 

## Tập tính
Mỗi mùa xuân, tất cả cá đù vàng trưởng thành di cư tới một địa điểm duy nhất là châu thổ sông Colorado ở cực bắc vịnh California của Mexico. Chúng sẽ lưu lại ở đó trong vài tuần. Sự kiện cá đù vàng đẻ trứng nằm trong số những sự kiện ồn ào nhất trong tự nhiên có thể tìm thấy trên Trái Đất. Khi hàng trăm nghìn con cá tụ tập để đẻ trứng mỗi năm một lần, bản hợp âm giống như một đám đông đang cổ vũ ở sân vận động hoặc như tiếng ong vỡ tổ, mức độ âm thanh sinh ra từ màn hợp âm đủ lớn để gây mất thính lực tạm thời hoặc vĩnh viễn ở những động vật biển có vú chuyên săn loại cá này. Đây cũng là âm thanh lớn nhất được ghi nhận ở loài cá. 
Trong suốt khoảng thời gian này, cá đù vàng đực phát ra tiếng kêu vang dội qua mũi các tàu đánh cá và có thể nghe rõ ngay cả trên mặt nước, thu hút nhiều ngư dân. Chỉ trong vòng vài phút, một chiếc tàu thả lưới có thể thu hai tấn cá đù vàng, việc nghe tiếng gọi bạn tình của cá đù vàng giúp giới nghiên cứu theo dõi số lượng của chúng nhằm mục đích bảo tồn. Cá đù vàng không thể nhìn rõ qua làn nước đục ở vùng Vịnh nên rất khó đếm. Tuy nhiên, có bằng chứng cho thấy cá đù vàng đang trở nên ngày càng nhỏ hơn, dấu hiệu của đánh bắt tràn lan. 